# Manuel Caetano
Manoel José Barata Alves Caetano (Lisboa, 1926 — Oeiras, Paço de Arcos, 13 de julho de 2018) foi um dos primeiros apresentadores da Rádio e Televisão de Portugal (RTP), conjuntamente com Maria Helena Varela Santos, José Fialho Gouveia e António Manuel Freitas Gomes Ferreira..

## Biografia
Era o quinto de seis filhos e filhas de José Maria de Almeida Alves Caetano (Pessegueiro, Pampilhosa da Serra, bap. 1 de Outubro de 1863 - Lisboa, 27 de Janeiro de 1946) e de sua segunda mulher Maria da Encarnação Barata. O seu pai era sargento do Corpo de Cavalaria da Guarda Fiscal, subinspetor da Alfândega de Lisboa, fundador e tesoureiro da Conferência de São Vicente de Paulo, dos Anjos, e presidente honorário da Liga de Melhoramentos da Freguesia do Pessegueiro.
Irmão consanguíneo de Marcello Caetano, foi despedido da RTP na altura do 25 de Abril. Apresentava o Telejornal, entre outros conteúdos.
Nos últimos anos da sua vida a RTP Memória contou com a sua colaboração para os seus programas.